# Florenci Trullàs Altimira
Florenci Trullàs Altimira (Manresa, 1 d'octubre de 1937) és un violinista, trompetista i compositor català. Va desenvolupar la sardanova amb Santi Arisa.

## Biografia
Va fer els seus primers estudis musicals amb el seu pare, Florenci Trullàs Vila, que era instrumentista de violí, saxo i piano. Va estudiar solfeig i violí a l'Escola Municipal de Música de Manresa i més endavant al Conservatori del Liceu de Barcelona, amb el mestre Joan Altimira (amb qui no tenia parentesc) i completa la formació musical amb els mestres trompetistes Damià Rius i Ramon Busquets.
El 1951, amb només catorze anys, inicia la seva trajectòria professional amb la formació Joan Vergés de Manresa, on tocava la trompeta i el violí. Va participar també en la primera cobla de Sabadell, Els Fatxendes, des del 1954. En tornar del servei militar, va ser violinista de l'Orquestra del Gran Teatre del Liceu fins que va entrar a l'orquestra de Josep Solà. Posteriorment, va començar una etapa de cinc anys al grup de Rosendo Álvarez, que el va portar a fer una gira per Escandinàvia, Alemanya i Bèlgica. Després d'un any al grup alemany de Mario Weber va estar a l'Orquestra de Pedro Sánchez de Palma de Mallorca durant dos anys.
L'any 1968 fundà Els Comodines a la localitat de Lleida on coincideix amb el seu germà Joan Trullàs, conjunt musical que esdevindria Slalom, formació amb la qual innovaren enregistrant en català, creant una òpera rock i col·laborant en projectes com bandes sonores, fins al 1983. Aquest any va ingressar a la cobla Els Montgrins de Torroella de Montgrí, on estaria fins al 2004, abans de passar per la Gironina i la cobla-orquestra La Blanes.
A principis de la dècada de 1990, mentre estava als Montgrins, amb Santi Arisa desenvolupen la «sardanova», un nou gènere basat en la sardana —es balla com la sardana tradicional— i que és interpretada amb instruments propis de la cobla, als quals s'afegeixen la guitarra, la bateria, el baix elèctric i els teclats. La cobla Els Montgrins va ser la primera que va interpretar la sardanova, que va ser molt ben rebuda per una part del món sardanista, però que d'altres no van acceptar-la perquè consideraven la sardana «immortal, sagrada, intocable». Va ser entrevistat per al projecte «Fer de Músic» del Centre de Documentació del Museu de la Mediterrània.
El 2004 va rebre un homenatge a Cardedeu, juntament amb el fiscornaire palagrugellec Antoni Giner. El mateix any va ser un dels compositors d'un CD editat per la Cobla Montgrins amb diverses composicions.

## Selecció de sardanes compostes
- Un sentiment (1986)[13]
- Eva (1988)[13]
- Aplec Triomfant (1989)[14]
- Manresa cor de Catalunya (1989)[13]
- Bons amics (1990)[15]
- La Bisbal 30è aplec (1992)[16]
- La festa de les senyeres (2000)[17]
- Celebrem el 40è aplec (2002)[18]
- Manresa sardanista, 100 anys (2007)[19]
- La Bisbal 50è aplec (2012), estrenada durant l'Aplec de la Sardana de la Bisbal, amb motiu del 50è aniversari d'aquesta trobada.[20]